# Jüdischer Friedhof (Oberemmel)

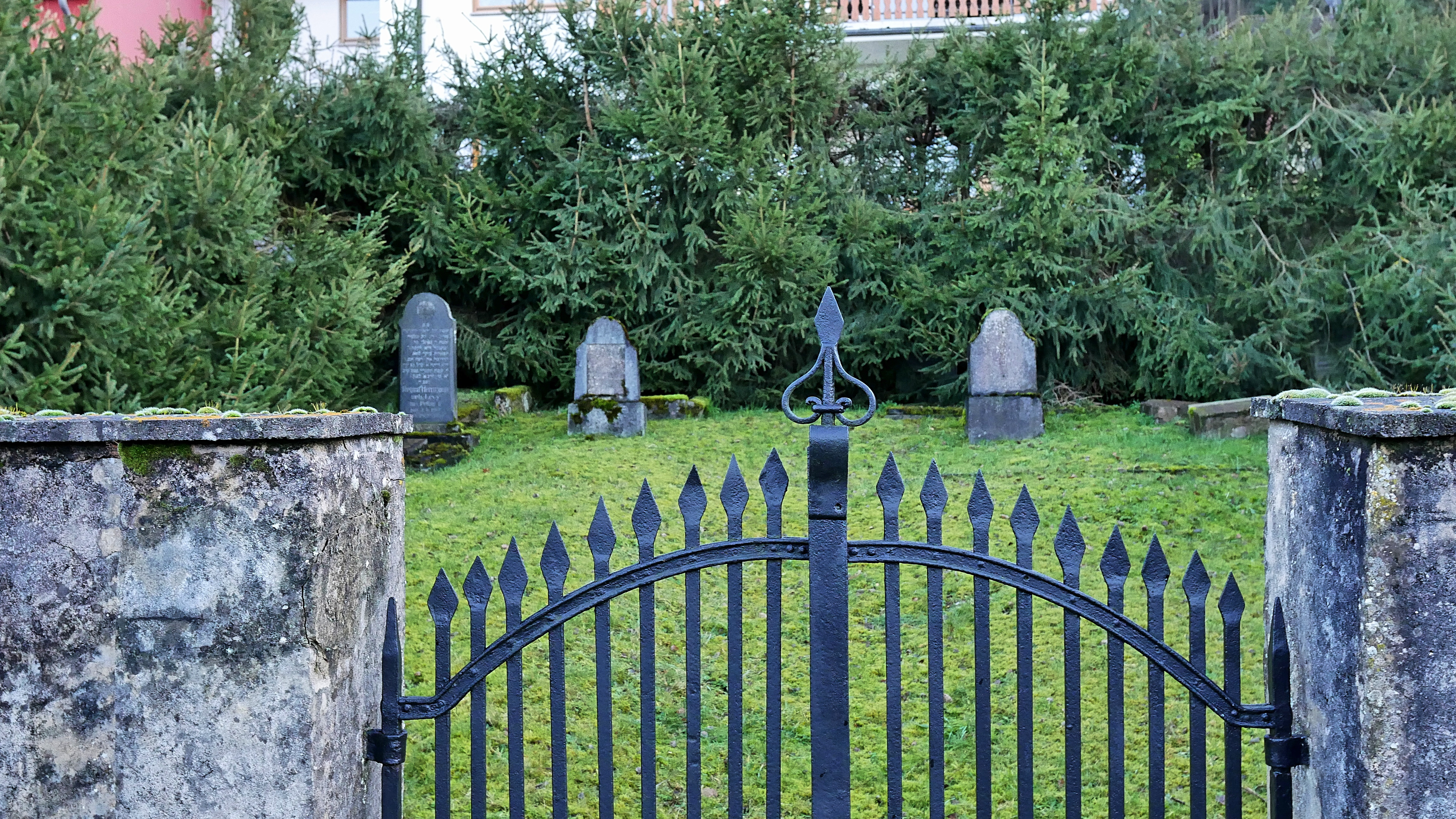
Überblick über den jüdischen Friedhof Oberemmel

Der jüdische Friedhof Oberemmel  ist ein Friedhof in Oberemmel, einem Stadtteil von Konz im Landkreis Trier-Saarburg in Rheinland-Pfalz. Er steht als Kulturdenkmal unter Denkmalschutz.
Der jüdische Friedhof liegt im südlichen Bereich des Ortes an der Altenbergstraße im Fallbachtal.
Auf dem Friedhof, einer kleinen ummauerten Anlage, die etwa vom Ende des 19. bis zum Anfang des 20. Jahrhunderts belegt wurde, befinden sich dreizehn Grabsteine. Während der NS-Zeit wurden Grabsteine entfernt und das Friedhofsgelände als Garten genutzt. Die nach dem Zweiten Weltkrieg wieder aufgestellten Steine befinden sich nicht an ihrem ursprünglichen Standort. Am 23. November 1997 wurde am Eingang eine Gedenktafel angebracht.

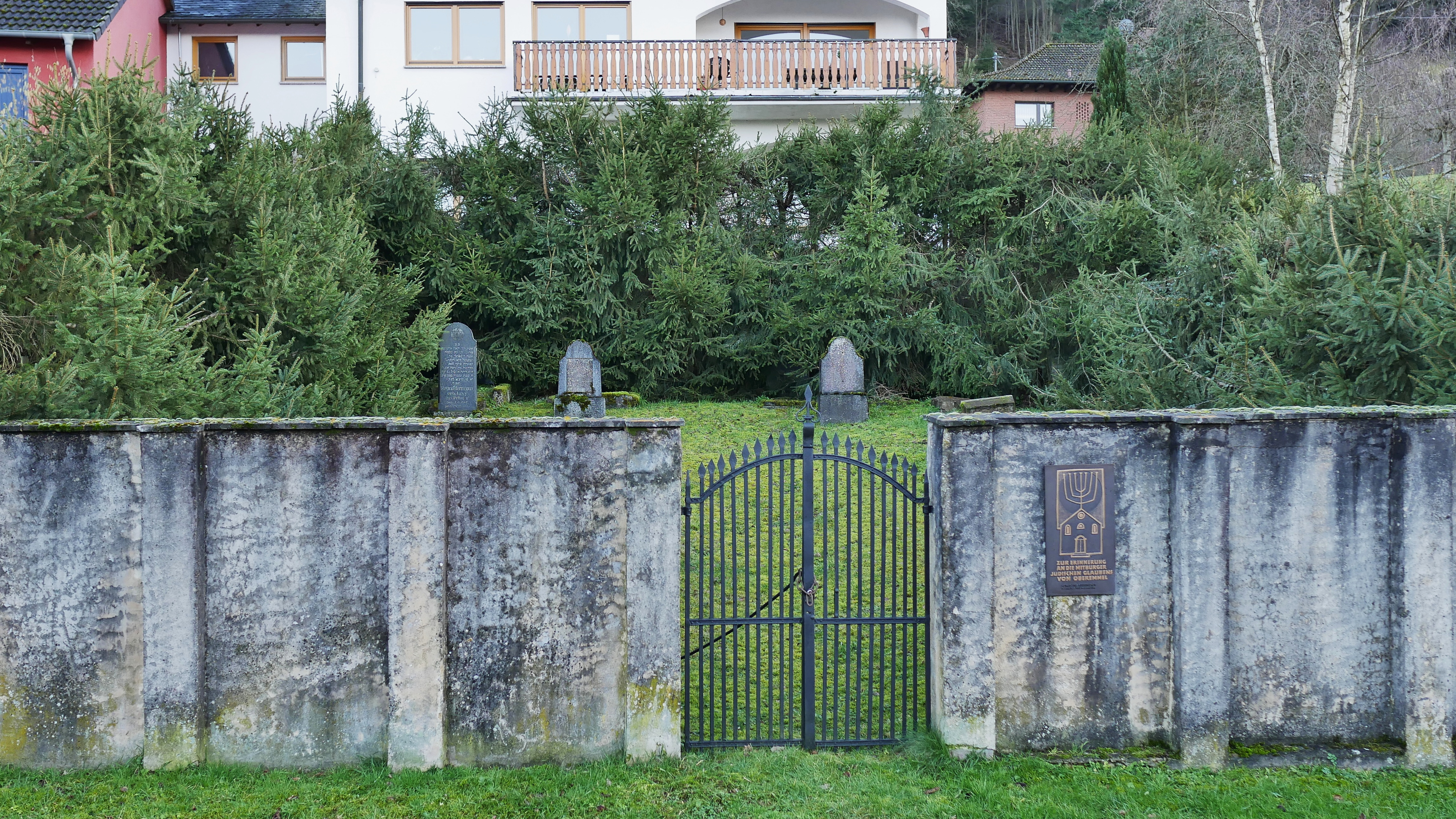
Überblick über die gesamte Anlage
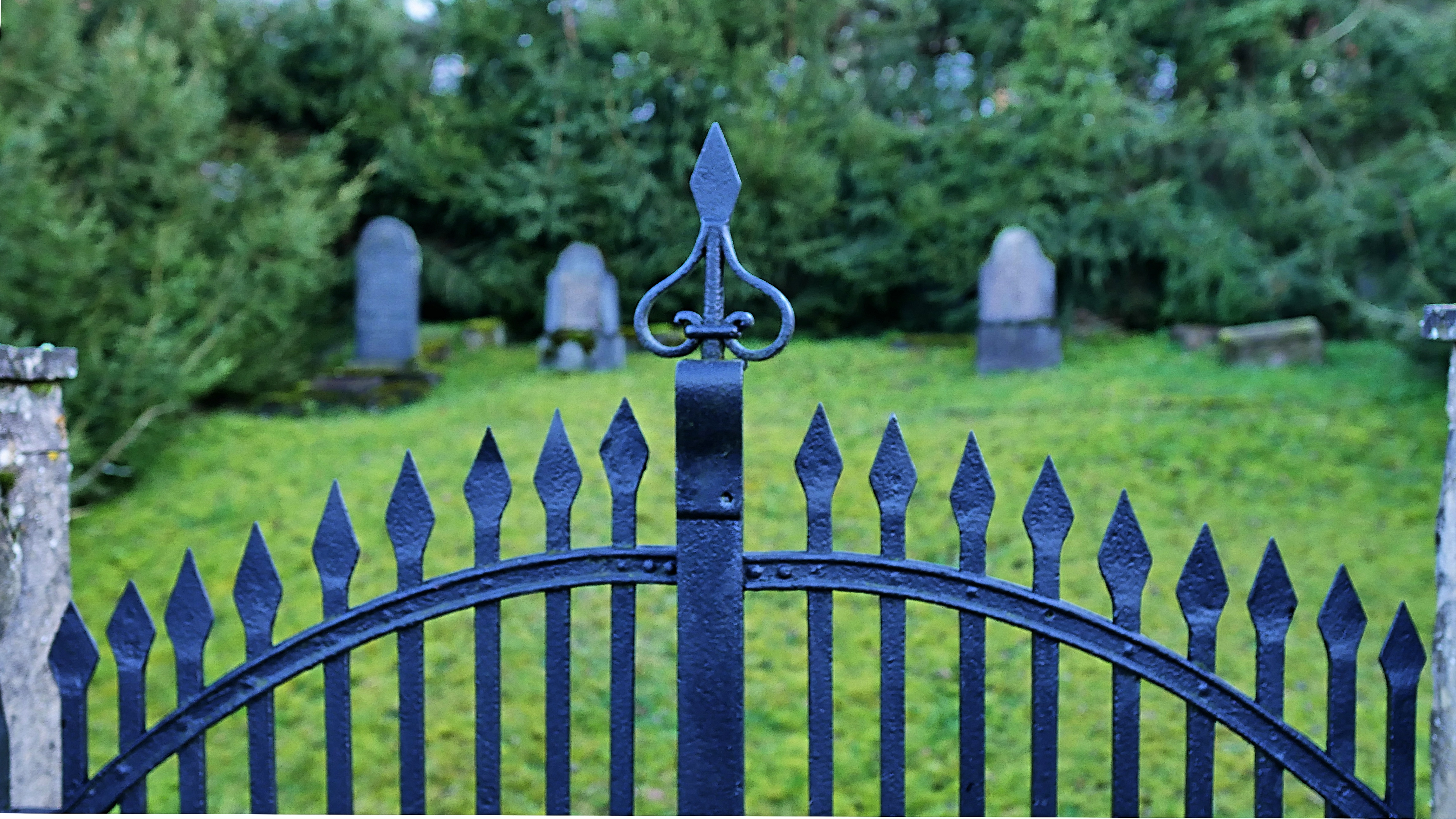
Friedhofstüre
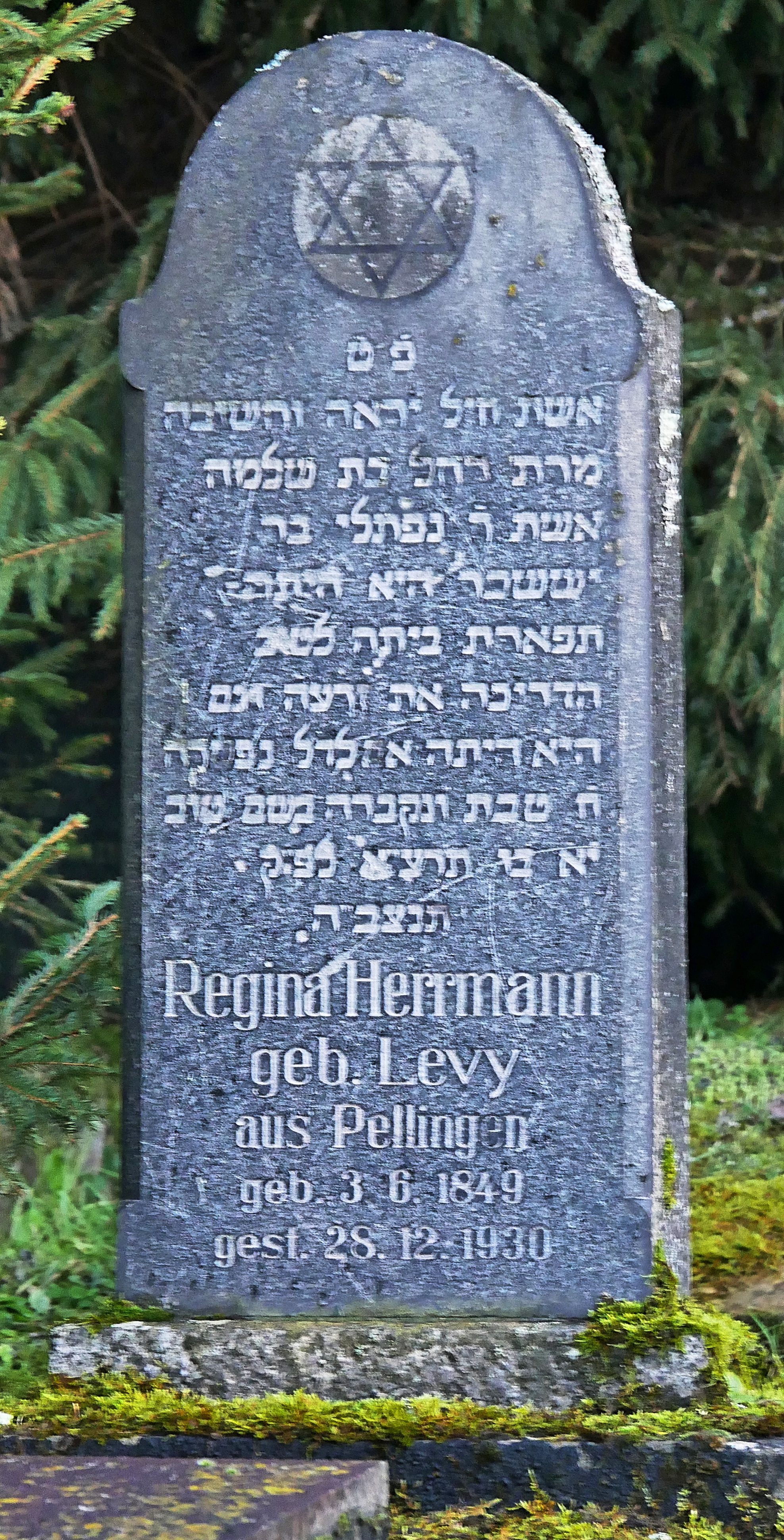
Grabstein
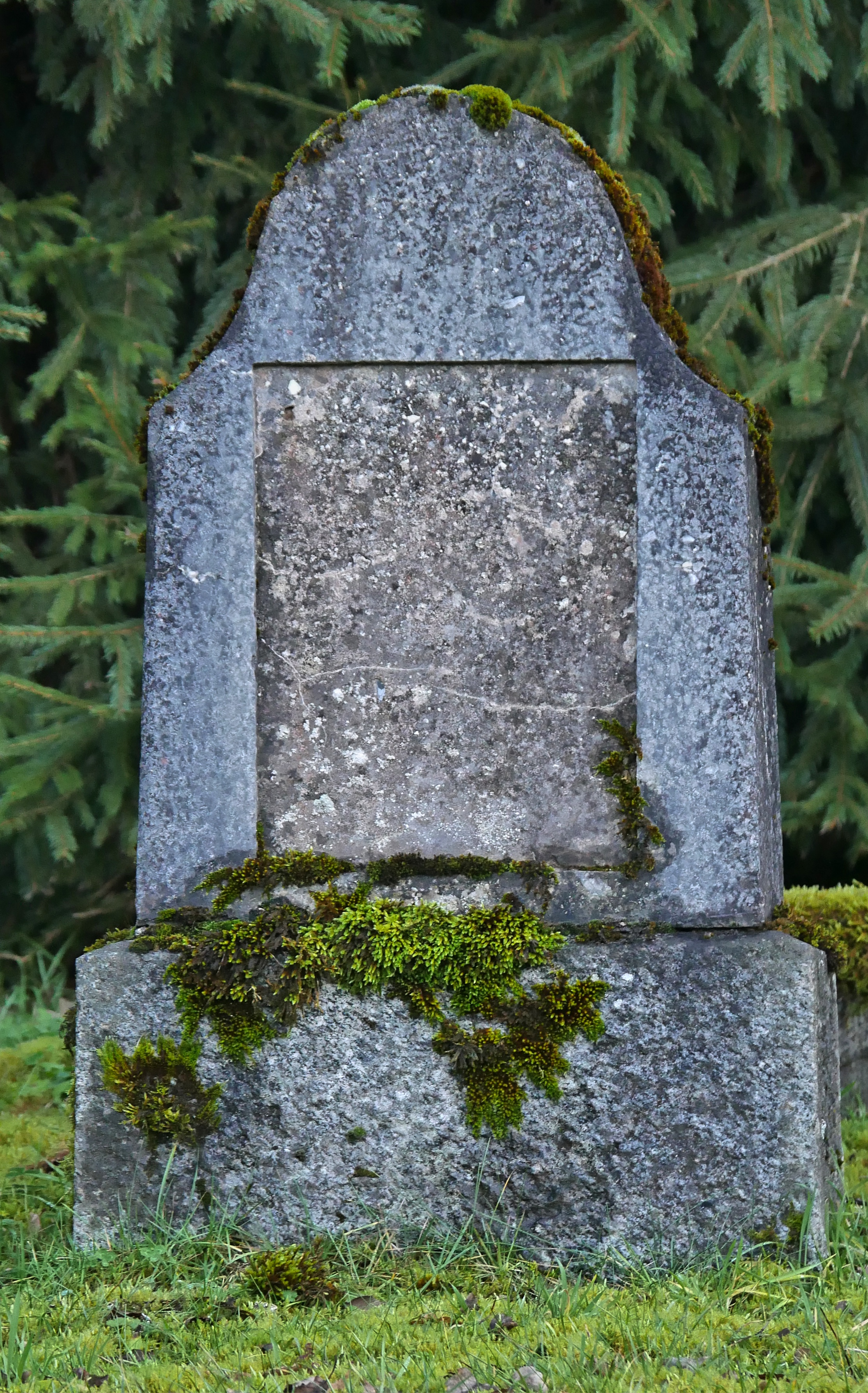
Grabstein
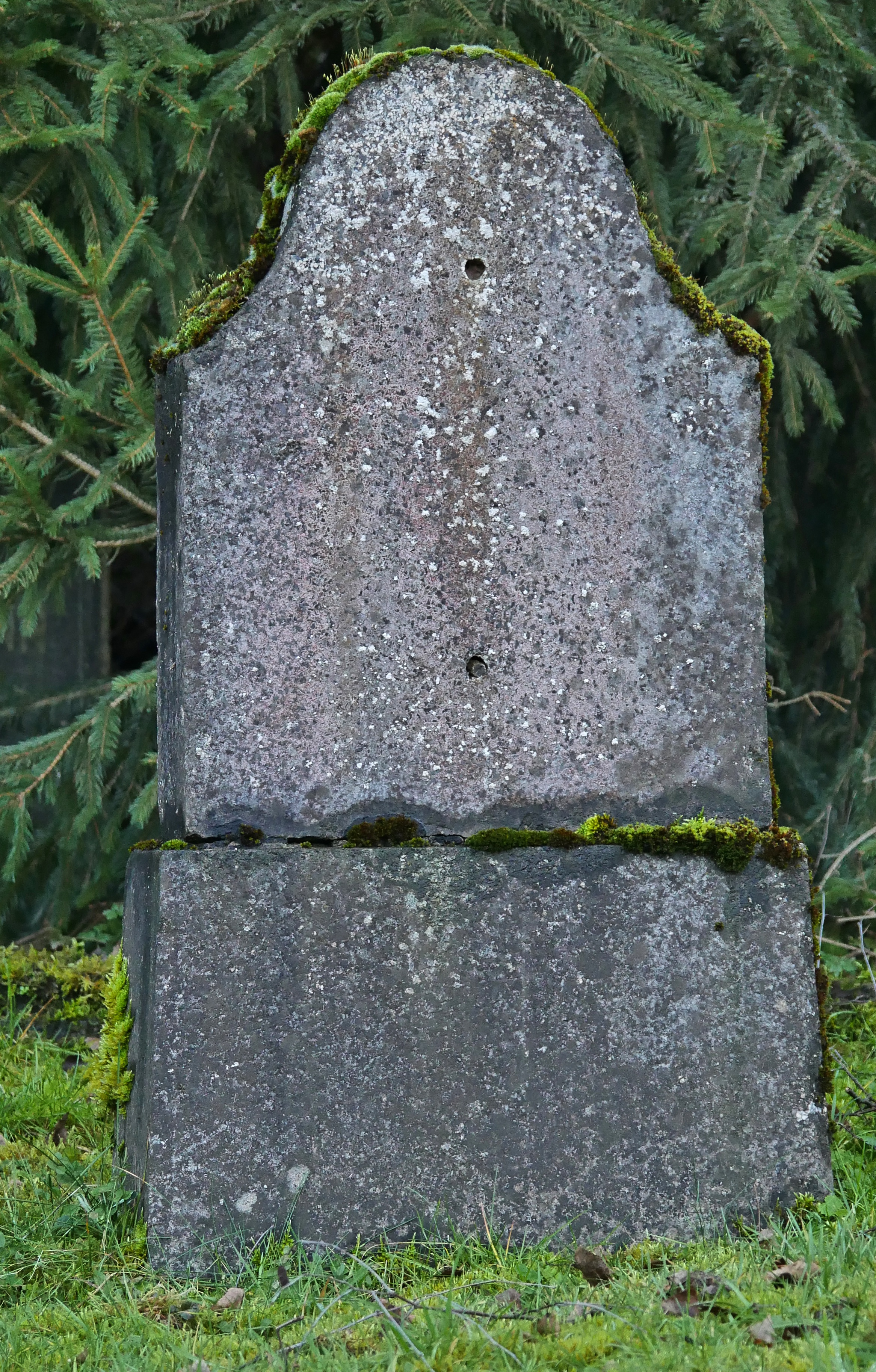
Grabstein